# Edvin Wide

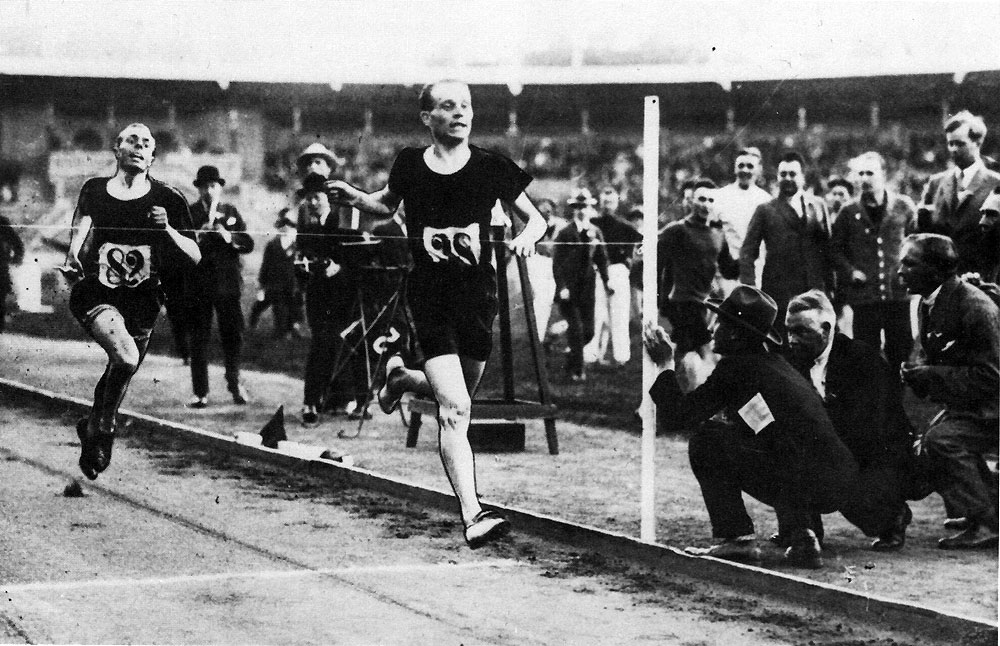
Paavo Nurmi vor Edvin Wide.

Emil Edvin Wide (* 22. Februar 1896 in Kemiö, Finnland; † 19. Juni 1996 in Stockholm) war ein schwedischer Leichtathlet.
Wide, der in Finnland geboren wurde, kam 1918 nach Schweden. Im Laufe seiner Karriere gewann er zwölf nationale schwedische Meisterschaften über die Langstrecken und nahm dreimal an Olympischen Spielen teil. 1930 beendete er seine aktive Laufbahn. Im Jahr zuvor hatte er seine Frau Axelina geheiratet, mit der er bis zu seinem Tod verheiratet war.
Er gewann bei den Olympischen Spielen 1920 in Antwerpen im 3000-Meter-Lauf mit der schwedischen Mannschaft die Bronzemedaille.
Vier Jahre später bei den Olympischen Spielen 1924 in Paris gewann er Bronze im 5000-Meter-Lauf und die Silbermedaille über 10.000 Meter. Bei den Olympischen Spielen 1928 in Amsterdam gewann er über 5000 und 10.000 Meter jeweils die Bronzemedaille.
1926 wurde Wide mit der Svenska-Dagbladet-Goldmedaille geehrt, einer schwedischen Auszeichnung für die beste sportliche Leistung des Jahres.